# Коко (собака)
Коко (англ. Koko) — австралийский пёс-киноактёр, наиболее известный по главной роли в фильме «Рыжий Пёс».

## Биография
Кобель породы австралийский келпи родился в штате Виктория (Австралия). Долгое время был участником многочисленных конкурсов собак. В 2006 году победил в конкурсе рабочих собак. Коко сыграл в картине «Рыжий Пёс» (2011) роль верного пса из шахтёрского городка, отправившегося в путешествие в поисках умершего хозяина. Сюжет фильма был основан на реальных событиях. Собака присутствует почти в каждой сцене фильма. «Рыжий Пёс» собрал в прокате более 21 миллиона долларов и занял восьмое место в списке самых кассовых австралийских фильмов всех времен. После выхода картины на DVD, она заняла третье место в списке самых продаваемых фильмов страны.
Собаку готовил к съёмкам дрессировщик Люк Хура (Luke Hura), по его словам, Коко получил роль Рыжего Пса благодаря своей выразительной внешности, дружелюбному и общительному нраву. Создателям фильма нужна была собака, способная к обучению и похожая на легендарного Рыжего Пса, фотографии которого раздобыл продюсер. Коко был выбран среди десятков собак со всей страны. Как отмечал Хура, у него была его собственная «потрясающая мимика». Новая картина не должна была быть трюковым фильмом типа «Лесси», здесь всё строилось на природном обаянии собаки.
Коко растили как выставочную собаку и, как отмечал после премьеры фильма в интервью австралийской газете The Age Хура: «На шоу их [собак] учат стоять и бегать по кругу и хорошо выглядеть». Коко пришлось осваивать разнообразные команды (всего 60, по другим данным 50) и не бояться находиться в толпе людей. Позднее Коко учился «играть»: при необходимости медленно подходить, притворяться мёртвым, ползти, участвовать в сцене драки, бросаясь на актёра, смотреть во время съёмок не на дрессировщика, а в камеру, сталкивать человека с автобусного сиденья — на последнее ушло около пяти недель. Процесс предварительной подготовки к съёмкам занял 12 месяцев.
Съемки проходили в Аделаиде и Пилбаре в Западной Австралии, длились девять недель, и для собаки выдались достаточно тяжёлыми, так как приходилось снимать много дублей.
За прекрасное воплощение на экране образа Рыжего Пса Коко получил премию «Золотой ошейник» как лучший актёр-собака в категории иностранных фильмов. После съёмок Коко сменил хозяина — им стал продюсер картины Нельсон Восс. Восс ездил с Коко по Австралии, представляя фильм «Рыжий Пёс».
Картина с изображением Коко и Нельсона кисти знаменитого австралийского художника Адама Каллена оказалась в числе финалистов престижной премии в области искусства Archibald Prize-2012. Восс позвонил Каллену с предложением написать портрет Коко. Художник видел фильм «Рыжий пёс», он ему очень понравился, он был не прочь написать исполнителя роли, но захотел, чтобы продюсер тоже позировал ему. По словам Каллена, келпи его любимая порода, а Коко был необыкновенно красив.
В 2012 году Коко был отправлен на пенсию по причине обнаружения у него острой сердечной недостаточности. Тем не менее пёс продолжал участвовать в различных мероприятиях, выставках и благотворительных вечерах.
Коко умер от сердечной недостаточности 18 декабря 2012 года в Перте (Западная Австралия). Ему было семь лет.

## Память
В 2019 году на экраны вышел документальный фильм «Коко: История рыжего пса», посвящённый памяти собаки-актёра.